# Episodi di The Bob Newhart Show (terza stagione)
La terza stagione della serie televisiva The Bob Newhart Show è stata trasmessa in anteprima negli Stati Uniti d'America dalla CBS tra il 14 settembre 1974 e l'8 marzo 1975.
| nº | Titolo originale                               | Titolo italiano | Prima TV USA      | Prima TV Italia |
| -- | ---------------------------------------------- | --------------- | ----------------- | --------------- |
| 1  | Big Brother Is Watching                        |                 | 14 settembre 1974 |                 |
| 2  | The Battle of the Groups                       |                 | 21 settembre 1974 |                 |
| 3  | The Great Rimpau Medical Arts Co-Op Experiment |                 | 28 settembre 1974 |                 |
| 4  | The Separation Story                           |                 | 5 ottobre 1974    |                 |
| 5  | Sorry, Wrong Mother                            |                 | 12 ottobre 1974   |                 |
| 6  | The Gray Flannel Shrink                        |                 | 19 ottobre 1974   |                 |
| 7  | Dr. Ryan's Express                             |                 | 26 ottobre 1974   |                 |
| 8  | Brutally Yours, Bob Hartley                    |                 | 2 novembre 1974   |                 |
| 9  | Ship of Shrinks                                |                 | 9 novembre 1974   |                 |
| 10 | Life Is a Hamburger                            |                 | 16 novembre 1974  |                 |
| 11 | An American Family                             |                 | 23 novembre 1974  |                 |
| 12 | We Love You... Good-Bye                        |                 | 30 novembre 1974  |                 |
| 13 | Jerry Robinson Crusoe                          |                 | 7 dicembre 1974   |                 |
| 14 | Serve for Daylight                             |                 | 14 dicembre 1974  |                 |
| 15 | Home Is Where the Hurt Is                      |                 | 21 dicembre 1974  |                 |
| 16 | Tobin's Back in Town                           |                 | 4 gennaio 1975    |                 |
| 17 | Think Smartly-Vote Hartley                     |                 | 11 gennaio 1975   |                 |
| 18 | The Way We Weren't                             |                 | 18 gennaio 1975   |                 |
| 19 | A Pound of Flesh                               |                 | 25 gennaio 1975   |                 |
| 20 | My Business Is Shrinking                       |                 | 1º febbraio 1975  |                 |
| 21 | The New Look                                   |                 | 8 febbraio 1975   |                 |
| 22 | Bob Hits the Ceiling                           |                 | 15 febbraio 1975  |                 |
| 23 | Emily Hits the Ceiling                         |                 | 22 febbraio 1975  |                 |
| 24 | The Ceiling Hits Bob                           |                 | 8 marzo 1975      |                 |